# Ryō Nishitani
Ryō Nishitani (japanisch 西谷 亮 Nishitani Ryō; * 10. Januar 2004 in der Präfektur Kanagawa) ist ein japanischer Fußballspieler.

## Karriere
Ryō Nishitani erlernte das Fußballspielen in der Jugendmannschaft von Tokyo Verdy. Hier unterschrieb er am 1. Februar 2022 auch seinen ersten Vertrag. Der Verein, der in der Präfektur Tokio beheimatet ist, spielt in der zweiten japanischen Liga. Sein Zweitligadebüt gab Ryō Nishitani am 30. März 2022 (7. Spieltag) im Auswärtsspiel gegen den FC Ryūkyū. Hier wurde er in der 90.+3 Minute für Kōki Morita eingewechselt. Verdy gewann das Spiel 5:2. Am Ende der Saison 2023 wurde er mit Verdy Tabellendritter. In den Aufstiegsspielen konnte man sich durchsetzen und stieg in die erste Liga auf.